# Rodynśke
Rodynśke (ukr. Родинське) – miasto na Ukrainie w obwodzie donieckim.

## Demografia
- 2012 – 10 773
- 2021 – 9 948[2]